# 浅井王
浅井王（あさいおう、生没年不詳）は、奈良時代から平安時代初期にかけての皇族。官位は従五位上・伊予守。

## 経歴
桓武朝初頭の天応元年（781年）従五位下に直叙される。延暦4年（785年）諸陵頭、延暦5年（786年）内匠頭と桓武朝の前期は京官を歴任する。延暦7年（788年）丹波守として地方官に転じるが、延暦10年（791年）主馬頭に任官し京官に復す。
その後、従五位上に叙せられ、延暦18年（799年）には伊予守と再び地方官を務めている。

## 官歴
『六国史』による。
- 天応元年（781年） 4月15日：従五位下（直叙）
- 延暦4年（785年） 正月15日：諸陵頭
- 延暦5年（786年） 10月8日：内匠頭
- 延暦7年（788年） 2月6日：丹波守
- 延暦10年（791年） 7月4日：主馬頭
- 時期不詳：従五位上
- 延暦18年（799年） 正月29日：伊予守